# Georgischer Fußballverband
Der Georgische Fußballverband (georgisch საქართველოს ფეხბურთის ფედერაცია – სფფ Sakartwelos Pechburtis Pederazia – SPP) ist der Verband georgischer Fußballvereine. Er organisiert die Regional- und die Nationalliga (georgisch Umaghlessi Liga) sowie die georgische Nationalmannschaft. Sein Sitz ist Tiflis.
Der Verband wurde 1990 gegründet, nachdem Georgien aus der sowjetischen Liga ausgetreten war. Seit 1992 ist er Mitglied der FIFA und der UEFA.

## Präsidenten
- Nodar Achalkazi (1990–1998)
- Merab Schordania (1998–2005)
- Nodar Achalkazi jr. (2005–2007)
- Giorgi Nemsadse (2007)
- Nodar Achalkazi jr. (2007–2009)
- Rewas Arweladse (2009)
- Swiad Sitschinawa (2009–2015)
- Lewan Kobiaschwili (2015–)

## Skandale
Im April 2005 wurde der Verband von einem Unterschlagungs-Skandal erschüttert. Präsident Merab Schordania musste zurücktreten, nachdem er wegen des Verdachts der Unterschlagung von Geldern des Vereins Dinamo Tiflis in Höhe von einer Million US-Dollar verhaftet worden war. Er kam vier Monate später ohne Gerichtsverhandlung frei, zahlte dafür dem Staat mehrere hunderttausend Lari, die der Höhe der von ihm veruntreuten Gelder entsprochen haben sollen. Die genaue Summe wurde nicht bekanntgegeben.
Schordania hatte bereits von Dezember 2003 bis Januar 2004 wegen Steuerhinterziehung im Gefängnis gesessen, konnte aber zunächst weiter im Amt bleiben. Auch damals kaufte er sich frei, zahlte der Staatskasse rund 340.000 US-Dollar.

## UEFA-Fünfjahreswertung
Platzierung in der UEFA-Fünfjahreswertung:
(in Klammern die Vorjahresplatzierung). Die Kürzel CL, EL und CO hinter den Länderkoeffizienten geben die Anzahl der Vertreter in der Saison 2025/26 der Champions League, der Europa League sowie der Conference League an.
- 44.  (38)  Litauen (Liga, Pokal) – Koeffizient: 8.500 – CL: 1, EL: 0, CO: 3
- 45.  (45)  Malta (Liga, Pokal) – Koeffizient: 8.250 – CL: 1, EL: 0, CO: 3
- 46.  (46)  Georgien (Liga, Pokal) – Koeffizient: 7.625 – CL: 1, EL: 0, CO: 3
- 47.  (49)  Albanien (Liga, Pokal) – Koeffizient: 7.375 – CL: 1, EL: 0, CO: 3
- 48.  (47)  Estland (Liga, Pokal) – Koeffizient: 7.207 – CL: 1, EL: 0, CO: 3

Stand: Ende der Europapokalsaison 2023/24